# Julie Toussaint
Julie Toussaint, née le 22 mai 1839 à Castelnaudary et morte le 26 décembre 1923 à Paris, est une éducatrice saint-simonienne, une philanthrope ainsi qu'une militante féministe et pacifiste.
Elle est notamment secrétaire de la Société pour l'enseignement professionnel des femmes d'Élisa Lemonnier et membre d'honneur du Conseil national des femmes françaises.

## Biographie

### Origines et éducation
Marie Anne Julie Toussaint naît le 22 mai 1839 à Castelnaudary dans l'Aude. Elle est la fille du pharmacien de 35 ans Antoine Marie Toussaint et de son épouse Françoise Marie Adèle Tamisier. Elle a un frère aîné, Guillaume Anne Maurice, né le 3 octobre 1837.
D'après Ferdinand Buisson, le père de Julie Toussaint est un « fervent saint-simonien ». Contrairement à l'usage et à ce qu'aurait préféré sa famille maternelle, Julie Toussaint n'étudie pas dans une institution religieuse mais reçoit la même éducation que son frère : mathématiques, science, philosophie, latin, un peu de grec. Elle ne peut entrer à l'Université, alors interdite aux femmes. Son frère est reçu bachelier mais meurt quelques années plus tard en Amérique.

### Le départ pour Paris
Des revers de fortune poussent la famille à quitter Castelnaudary pour Paris. Les Toussaint se rapprochent d'autres saint-simoniens dont notamment Charles Lemonnier, journaliste et philosophe, et son épouse, l'éducatrice Élisa Lemonnier. Le couple a une grande influence sur Julie Toussaint : si Élisa inspire Julie Toussaint dans son action féministe et scolaire, Charles l'inspire dans son militantisme pacifiste, celui-ci ayant fondé la Ligue internationale de la paix et de la liberté. À l'occasion du centenaire de Charles Lemonnier en 1907, célébré par un comité dont Julie Toussaint est la présidente effective, « Mlle Julie Toussaint [se rappelle] de vieux souvenirs, et, en termes émus, [dit] quelle a été l'influence de Mme Lemonnier sur son mari. Elle s'occupa, en effet, de choses utiles ; elle créa une société pour l'enseignement professionnel des femmes. Voyant les résultats obtenus par sa compagne, Lemonnier tourna son idéal vers les réalités et conçut une organisation pacifique ».
Antoine Marie Toussaint meurt le 22 juin 1880 à l'âge de 75 ans au 200, faubourg Saint-Denis dans le 10e arrondissement de Paris. Il habitait au 43, rue Berthe dans le 18e arrondissement de Paris. Françoise Marie Adèle Tamisier meurt quant à elle le 8 janvier 1895 à l'âge de 86 ans en son domicile au 7, rue de Bruxelles dans le 9e arrondissement de Paris.

### Actions

#### Enseignement des femmes
En 1856, Élisa Lemonnier fonde la Société de protection maternelle et favorise l'éducation des jeunes filles, mais sans fonder d'établissements spécialisés. Julie Toussaint songe d'abord à donner des leçons. En 1862, Élisa Lemonnier, qui vient de fonder la Société pour l'Enseignement professionnel des Femmes, lui propose plutôt de devenir sa collaboratrice. Deux ans plus tard, Julie Toussaint devient la secrétaire générale de la Société,. La première école professionnelle pour femmes est fondée au 9, rue de la Perle. En 1890, la société dispose de trois écoles, la seconde au 70, rue d'Assas et la troisième au 41, rue des Boulets. Les trois écoles reçoivent des externes ayant au minimum 12 ans, après un examen. La matinée est consacrée aux études, l'après-midi à des activités en lien avec le projet professionnel : cours de commerce ; atelier de dessin industriel, de gravure sur bois, de peinture ; cours de peinture sur verre, de confection, de lingerie, de broderie. Un comité, dont fait partie Julie Toussaint, aide et protège les élèves à la sortie des écoles.
Élisa Lemonnier écrit à Julie Toussaint le 6 juillet 1864 : « Si je ne dormais point je pensais à l'école, à vous, à toutes ; il me semblait, ma chère Julie, que nous vous avions toutes accablées de recommandations... Je me reproche d'être celle qui vous ai le plus demandé. J'ai beau me dire qu'on ne demande qu'à ceux qui ont beaucoup à donner, je sens que la tâche que nous vous laissons est un véritable fardeau, et qu'il sera heureux pour la société de trouver votre secours et aussi votre expérience pratique... ». Élisa Lemonnier meurt le 5 juin 1865 à l'âge de soixante ans, ce qui n'acte pas la fin de la Société. Julie Toussaint, « l’infatigable et dévouée secrétaire-général de l’Association », occupe ce poste jusqu'à ce que les écoles professionnelles deviennent officielles et passent sous le contrôle du conseil municipal de Paris.
En 1890, Julie Toussaint est nommée membre des commissions de surveillance des écoles professionnelles pour l'école professionnelle de la rue du Poitou, école dont elle est nommée « personne notable ».
À l'occasion des fêtes des écoles de 1908 dédiées cette année à la mémoire d'Hippolyte Carnot, Ferdinand Dreyfus, président de la Société de l'Histoire de la Révolution de 1848, rédige un Essai sur l'école en 1848 et le ministère d'Hippolyte Carnot à partir, entre autres, de renseignements de Julie Toussaint.
Julie Toussaint est sans doute à l'origine de la rencontre entre Pauline Kergomard, fondatrice des écoles maternelles en France et Caroline de Barrau, femme de lettres féministe.

#### Féminisme
Julie Toussaint participe aux commissions d'étude et travaux des jurys pour les Expositions universelles de 1889 et 1900 au sein du comité de l'inspection à toutes les œuvres féminines publiques et privées. En 1900, elle fait partie de la quatrième section « Travail » du comité d'organisation du Congrès des Œuvres et Institutions féminines.
Julie Toussaint et Marie Curie sont nommées membres d'honneur du Conseil national des femmes françaises dès sa fondation en 1901 (à moins que ce ne soit en 1904 ou en 1907). En 1917, Julie Toussaint fait partie de la 7e section « Paix » du Conseil national des femmes françaises. En 1918, elle fait encore partie du comité du Conseil national des femmes présidé par Julie Siegfried, aux côtés entre autres de Marguerite de Witt-Schlumberger.
Julie Toussaint est présente à la Section d'études féminines (SEF) créée en 1912.

#### Œuvres sociales
Julie Toussaint est membre active de la Société de secours aux victimes de la guerre de 1870. Cette société organise des distributions de vivres, d'objets de ravitaillement et d'argent, ainsi que de travail aux ouvrières valides. En 1916, elle fait partie du comité de l'Office central des Œuvres sociales et de Bienfaisance, fondé par le Conseil national des femmes et dont les bureaux sont installés au 15, rue de l'Arcade,.
Julie Toussaint est vice-présidente de l'Union française pour le sauvetage de l'enfance créée en 1888 ou en 1891.
Julie Toussaint est présente à la première séance du congrès de la Paix organisée au Trocadéro. Elle siège également comme déléguée au Bureau international de la Paix : par mandat du 4e congrès universel de la Paix de 1893, Julie Toussaint est en effet nommée au sein du bureau du congrès et de la commission du bureau international et en est même vice-présidente,. Un article du Progrès publié en 1906 salue son action : « Je voudrais que toutes les femmes de l'univers soient animées des mêmes sentiments, du même courage que Mlle Julie Toussaint. Je voudrais tout au moins que toutes puissent lire sa brochure sublime, où elle s'exprime avec autant d'énergie que de talent et j'en sûr, toutes pousseraient ce cri de révolte et d'indignation : Assez de sang ! ». Julie Toussaint est également présente au congrès de la Paix organisé à Stockholm en 1910.

### Reconnaissance
En 1890, Julie Toussaint reçoit la Légion d'honneur,  par décret du 12 juillet rendu sur le rapport du Ministère du commerce.
En 1898, Julie Toussaint reçoit la médaille pour services exceptionnels rendus à l'Assistance publique.
En 1920, La Française : journal de progrès féminin rend hommage aux « anciennes [qui] ont travaillé toute une vie, avant que la France admette l'égalité à l'honneur du mérite des femmes avec celui des hommes [...] pionnières de la Bienfaisance et surtout du féminisme »,.

### Dernières années et mort
Julie Toussaint, bien que n'ayant jamais été officiellement fonctionnaire, reçoit une retraite de la part de la ville de Paris pour son action en faveur des écoles professionnelles pour femmes. Elle meurt célibataire le 26 décembre 1923 dans son domicile du 55bis, rue Jouffroy dans le 17e arrondissement de Paris.
Le 12 janvier 1924, Adrienne Avril de Sainte-Croix consacre un article à Julie Toussaint dans La Française : journal de progrès féminin.

## Distinction
- Chevalier de la Légion d'honneur (1890)[12],[26],[32].